# Paul Hofmann (Theologe, 1630)
Paul Hofmann (auch Hoffmann; * 31. Oktober 1630 in Breslau; † 18. März 1704 in Thorn) war ein deutscher evangelisch-lutherischer Theologe.

## Leben
Nach dem Besuch des Gymnasiums in Breslau absolvierte er ab 1648 ein Studium der Theologie in Wittenberg und zeitweise Leipzig, das er 1652 abschloss. Durch seine theologischen Kenntnisse, aber auch einen vorzüglichen Lebenswandel, hatte sich Hofmann an beiden Universitäten einen sehr guten Ruf erworben. Als sich der sächsische Kurprinz Johann Georg II., der 1656 Kurfürst wurde, um 1652/1653 an die beiden Fakultäten wandte und um einen Vorschlag für einen theologischen Lehrer sowie Betreuer für seinen Sohn Kurprinz Johann Georg III. bat, fiel die Wahl beider Fakultäten einstimmig auf Hofmann. Der übte dieses Amt in der Folge angeblich 10 Jahre, also bis 1663 aus. Im Rahmen dieser Tätigkeit begleitete er auch dreimal als Beichtvater und Reiseprediger den Prinzen (der 1666 mit der dänischen Prinzessin Anna Sophia die Ehe in Kopenhagen einging) auf dessen Reisen nach Dänemark. Aus Dank für die geleisteten Dienste erhielt Hofmann 1663 die Gebühren für den Erwerb des Lizenziats der Theologie, also der Lehrberechtigung, an der Universität Wittenberg durch den Kurfürsten erstattet. In der Folge legte er hier auch seine Promotion vor. 1667 erhielt Hofmann die Berufung als Superintendent nach Torgau, wo er bis 1681 blieb. Während dieser Zeit wurde er Besitzer des unfern von Torgau gelegenen Klostervorwerks und Freiguts Sitzenroda. Angeblich wurde er damit von Kurfürst Johann Georg II. als Dank für die geleistete Erziehung seines Sohnes belehnt.
Trotz des Besitzes dieses Gutes gab Hofmann 1682 sein Amt als Superintendent in Torgau auf und ging nach Polen. Dort war er Pastor an der Marienkirche in der überwiegend von protestantischen Deutschen bewohnten Stadt Thorn. Damit verbunden war das Amt des Seniors des Predigerministeriums. Zudem wurde er zum Gymnasialrektor bestellt. Ab 1694 verwaltete er altersbedingt nur noch sein geistliches Amt.
Hofmann war der Autor vieler Schriften, darunter Kirchenkalender und Ehespiegel, wodurch er sich zu seiner Zeit einen Namen machte. Da künstlerisch, als Zeichner, sehr talentiert, fertigte er für mehrere dieser Veröffentlichungen selbst die Kupferstiche an; so im Torgauischen Catechismus, den er mit 43 Stichen versah.
Hofmann war verheiratet; von seinen Kindern machte sich der gleichnamige Sohn Paul (* 16. April 1678 Torgau; † 30. Januar 1748 Annaberg) ebenfalls einen Namen als Theologe.

## Werke
- Torgauischer Catechismus oder Fürstlicher und anderer Gottesfürchtiger Kinder Hand Buch (um 1668)
- Torgauisches christliches Jubilate, oder Predigt in der Schlosskapelle zu Torgau (1671)
- Rechtschaffener Christen Hinauff- und Herabwerts fliegendes Liebes-Panier, in einer Glückwunschpredigt vorgestellt
- Beklagte und getröstete Sterblichkeit in 24 Abdankungspredigten
- precum formulae et morum regulae
- Discurs von Belehrungen der Juden im Neuen Testament